# Hilli FLNG
Hilli FLNG — плавучий завод із виробництва зрідженого природного газу, який споруджується для камерунського офшорного проекту Крібі. На відміну від інших плавучих заводів, що з'явились в середині 2010-х років (PFLNG Satu, Prelude FLNG, Carribean FLNG), не є новобудовою на 100 %, а створений шляхом переобладнання танкеру для перевезення зрідженого газу Hilli, спорудженого в 1975 році.
Судно з ємністю резервуарів 125000 м3 належить норвезькій компанії Golar, відомій своєю участю в індустрії ЗПГ (зокрема, вона входить у першу трійку за розміром флоту плавучих регазифікаційних установок). Потужність створеного на його основі заводу складатиме 2,4 млн.т на рік (3,4 млрд.м3), проте на проекті  Крібі, розрахованому до 2025 року, очікується середньорічне завантаження на рівні 50 %.
Переобладнання газовозу відбувається на сінгапурській верфі Keppel Shipyard з очікуваним строком готовності у другій половині 2017 року.